# Szadzko
Szadzko [pronunciación en polaco: /ˈʂat͡skɔ/] (alemán Saatzig) es un pueblo ubicado en el distrito administrativo de Gmina Dobrzany, dentro del Condado de Stargard, Voivodato de Pomerania Occidental, en el norte de Polonia occidental. Se encuentra aproximadamente a 2 millas al suroeste de Dobrzany, a 26 kilómetros al este de Stargard, y a 55 kilómetros al este de la capital regional Szczecin.